# Oskar Kokoschka
Oskar Kokoschka (1 de marzo de 1886-22 de febrero de 1980) fue un pintor y poeta de origen austríaco, conocido principalmente por sus retratos y paisajes expresionistas.

## Sus primeros años

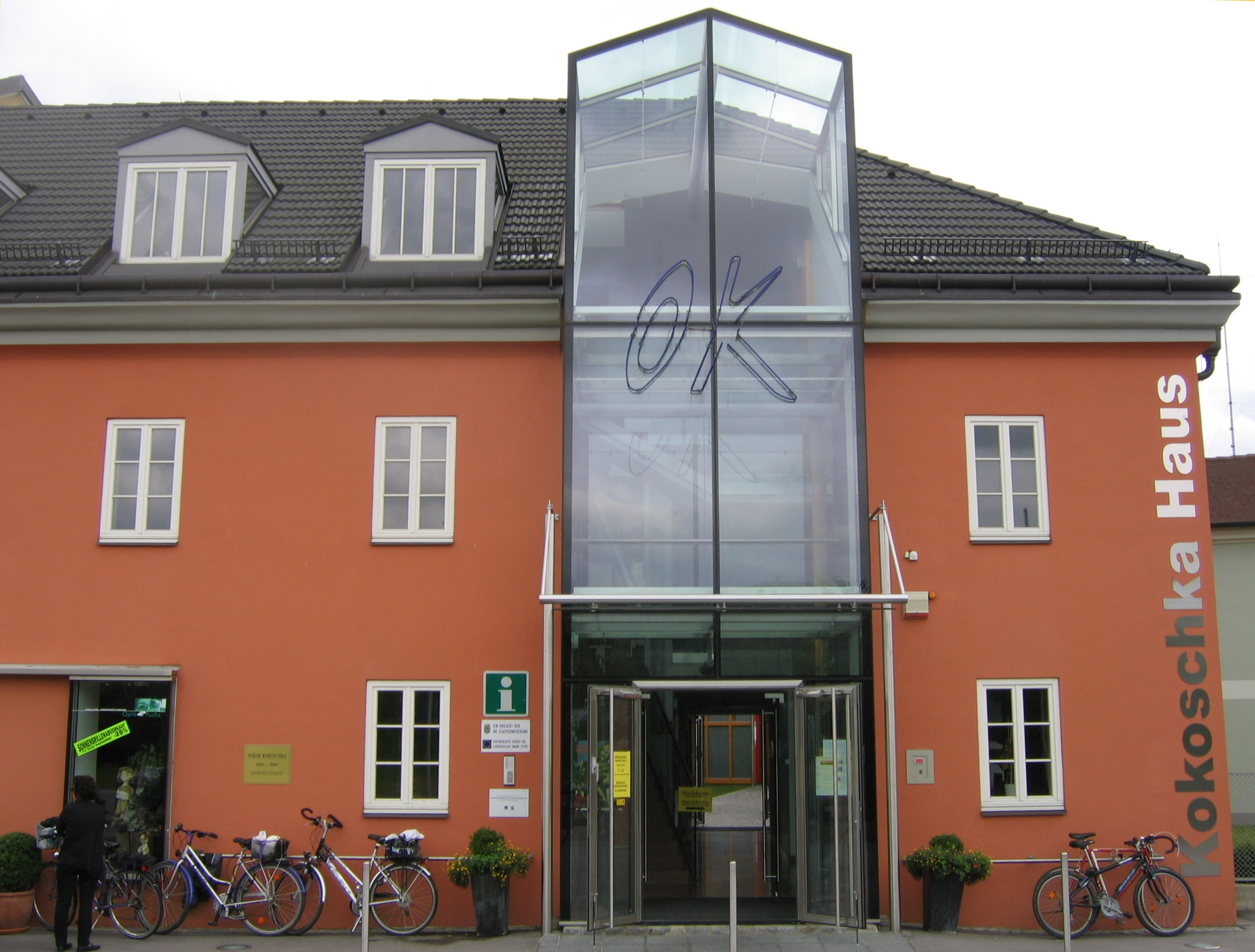
Oskar Kokoschka Haus. El lugar de nacimiento de Kokoschka no solo sirve como un punto de referencia histórico, sino que también alberga la Oskar Kokoschka Dokumentation, un espacio de exposición permanente que destaca su legado artístico.

Oskar Kokoschka nació el 1 de marzo del año 1886 en el seno de una humilde familia dedicada al arte de la orfebrería, que residía en la pequeña localidad austríaca de Pöchlarn, situada en la ribera del río Danubio. Como consecuencia del proceso de industrialización al que estaba siendo sometida gran parte de Centroeuropa por aquel entonces, sus allegados sufrieron una serie de graves problemas económicos que le llevaron a intentar buscar unas vías de renovación y reivindicación de la manufactura artesanal.
Con diecinueve años ingresó en la Escuela de Artes y Oficios de Viena, lugar en el que desenvolvería su preparación académica entre los años 1905 y 1908. Durante los cuatro años siguientes trabajó conjuntamente con el arquitecto y diseñador industrial Josef Hoffmann, quien había creado una serie de talleres caracterizados por desarrollar su actividad de un modo cooperativo. A partir del año 1908, se hará cada vez más evidente la influencia que ejercen sobre él personajes como Gustav Mahler, Gustav Klimt y Sigmund Freud.

## Inicio de su carrera
En 1908 publicó su primer libro de poemas, el cual había sido ilustrado por el mismo Kokoschka: Los muchachos soñadores. En esta primera obra todavía era posible advertir una gramática lineal, plana y decorativa propia del movimiento moderno vienés. En este mismo año realiza una serie de carteles y postales para la Wiener Werkstätte (Talleres de Viena), que serán expuestos en la Kunstschau vienesa, junto una escultura y el libro Die Träumenden Knaben. Sin embargo sus obras serán muy mal acogidas por parte del público y de la crítica, sintiéndose estos sectores agraviados por la fortísima expresividad de sus creaciones. La misma reacción se dará cuando el artista austríaco estrene su obra teatral Mörder, die Hoffnung der Frauen (El asesino, la esperanza de las mujeres), que sería la creación pionera del expresionismo escénico.
En 1909 conoce al arquitecto Adolf Loos, quien le ofrecerá protección a cambio de su arte, es decir, se establece una relación de mecenazgo. Después de trabajar en diferentes proyectos que le fueran encomendados por parte de su protector (entre ellos su primer retrato), Adolf Loos pondrá en contacto a Oskar con Herwarth Walden, que era el fundador de la revista expresionista Der Sturm. Con posterioridad, Kokoschka también se vinculará con Karl Graus y el círculo de Käthe Richter.

## Traslado a Berlín

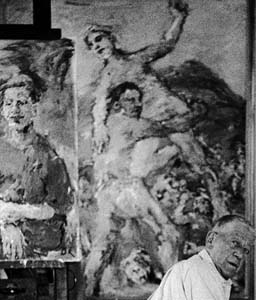
1963

Frustrado por las malas críticas recibidas durante su estancia en Viena, el artista autríaco decidió mudarse a la capital alemana en el año 1910, con la ayuda de Herwarth Walden. En su nueva ciudad se dedicó fundamentalmente a retratar a los personajes que estaban vinculados a la intelectualidad alemana y austríaca de la época hasta el estallido de la Primera Guerra Mundial.

## Romance con Alma Mahler

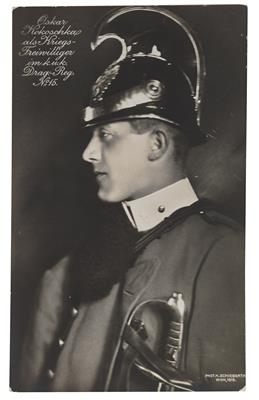
Oskar Kokoschka en torno a 1915

Entre los años 1912 y 1915 mantiene una relación sentimental con Alma Mahler, viuda del gran compositor Gustav Mahler, que acabará por romperse tras la huida de Alma al temer el desenlace de un romance que por ocasiones llegaba a rozar la locura. Una vez la relación se había roto, Oskar Kokoschka decidió elaborar una pintura que pusiese de manifiesto la fuerza del amor y la perduración de este a pesar de las múltiples adversidades: La novia del viento. Así mismo, encargó la fabricación de una muñeca idéntica a Mahler.

## Muerte

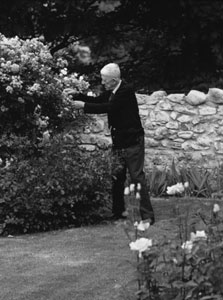
1963

La larga y agitada vida del gran pintor austríaco, exponente del expresionismo, concluyó en su casa de Villeneuve, enclavada en la misma orilla del lago Ginebra, al no superar un infarto de miocardio. Su fallecimiento sobrevendría mientras se encontraba dictando sus memorias.

## Publicaciones
- My Life - Oskar Kokoschka 1974 Thames & Hudson, London ISBN 0 500 01087 0
- Morder, Hoffnung der Frauen (Murderer, the Women's hope)  1909.
- Orpheus and Eurydice Drama, Berlín 1919
- Die traumenden Knaben (The Dreaming Youths) Berlín 1908
- Der Gesesstle Columbus (Columbus Bound), Berlín 1916